# Pierre Trémouille
Pas d'image ? Cliquez ici

a Compétitions nationales et continentales officielles uniquement.

Pierre Trémouille, né le 12 août 1962 à Aurillac, est un joueur français de rugby à XV ayant évolué dans les années 1980 et 90 au poste d'arrière ou de centre. Après sa carrière de joueur, il  embrasse celle d'entraineur et dirige aujourd'hui l'équipe de Marseille Vitrolles rugby.

## Carrière sportive

### Carrière de joueur
Il remporte le championnat de France en 1987 avec le RC Toulon et marque un drop lors de la finale. Deux ans plus tard, il joue sa deuxième finale mais s'incline avec son club devant le Stade toulousain. En 1992, il est capitaine du RC Toulon en l'absence d'Eric Champ lors de la finale du championnat remportée par le club.
- Jusqu'en 1983 : Stade Aurillacois
- 1983-1986 : RRC Nice
- 1986-1994 : RC Toulon
- 1994-1995 : Stade français

### Palmarès
Avec le RRC Nice
- Challenge Yves du Manoir
  - Vainqueur (1) : 1985

Avec le RC Toulon
- Championnat de France de première division :
  - Champion (2) : 1987 et 1992
  - Vice-champion (1) : 1989

### Carrière d'entraineur
Après sa carrière de joueur, il reste avec le Stade français et rejoint le staff d'entrainement en devenant l'adjoint de Georges Coste. Max Guazzini met fin à son contrat en 2000. Durant la saison 2001-2002, il est entraîneur-adjoint de Vincent Moscato chargé des arrières au Métro Racing 92. En 2004, il devient ensuite entraineur des arrières au FC Grenoble rugby au côté de Dean Richards, et ce jusqu'en 2005. Il rejoint plus tard le club de Marseille Vitrolles rugby où il devient l'entraineur de l'équipe sénior qui évolue en Fédérale 1.

## En dehors du rugby
Il vient (Septembre 2009) de participer au record de vitesse établi par l'Hydroptère à Hyères. 
Il remporte à trois reprises (1998,2002 et 2009) Le Masters des Champions, une compétition de golf réunissant des sportifs de haut niveau venus d'horizons différents.